# Baśka (gra)
Baśka (kasz. Baszka) – tradycyjna kaszubska gra karciana, znana również w Wielkopolsce jako „Kop”. Zwyczajowo gra się „na pieniądze” (choćby symboliczne). 
Na Kaszubach Baśka jest najpopularniejszą grą karcianą od ponad stu lat i wyprzedza drugiego pod tym względem, bardziej elitarnego Skata, od którego ma pewne zapożyczenia (np. Granda). 
W Baśkę gra się podczas spotkań towarzyskich, w banie (z gwary poznańskiej i języka kaszubskiego: w pociągu), ale popularne są tu też turnieje, gromadzące nawet setki uczestników. Istnieje Pomorsko-Kaszubska Liga Baśki.
W grze biorą udział cztery osoby. Gra jest szybka – jedno rozdanie nie trwa zwykle dłużej niż minutę, bo talia składa się z szesnastu kart i każdy z graczy otrzymuje ich tylko cztery. Rozdanie składa się z dwóch faz: licytacji (rajcowania) i rozgrywki. W wyniku licytacji ustalany jest rodzaj gry i strony – podział na Starych (lub Starego) i przeciwnych im Młodych, czasem ujawniany dopiero w trakcie rozgrywki. Rozgrywka i rozliczenie gry uzależnione są od rodzaju gry: zwyczajna, wesele, cicha, Gran(d), Zollo, Gran(d) Doux lub Zollo Doux. 
Podczas Baśki gracze nie skrywają emocji – kontrom i przebiciom często towarzyszą okrzyki i uderzenia pięścią w stół.